# Cosmia achatina
Cosmia achatina är en fjärilsart som beskrevs av Butler 1879. Cosmia achatina ingår i släktet Cosmia och familjen nattflyn. Inga underarter finns listade i Catalogue of Life.